# アントニオ・カンデーラ
アントニオ・カンデーラ（Antonio Candela, 2000年4月27日 - ）は、イタリア・ラ・スペツィア出身のサッカー選手。ヴェネツィアFC所属。ポジションはディフェンダー。

## 経歴

### クラブ
2000年4月27日、イタリア・リグーリア州のラ・スペツィアに生まれ、USDカナレット・セーポルでサッカーを始めた。その後はスペツィア・カルチョの下部組織で育ち、2017年8月5日に行われたコッパ・イタリアのACレッジャーナ1919との試合で交代出場からトップチームにデビューした。
2018年1月31日、セリエAのジェノアCFCに完全移籍で加入した。
2019年7月31日、セリエBのトラーパニ・カルチョに期限付き移籍で加入した。
2020年1月31日、セリエCのオルビア・カルチョ1905に期限付き移籍で加入した。
2020年9月3日、セリエCのUSペルゴレッテーゼ1932に期限付き移籍で加入した。
2021年7月24日、セリエCのチェゼーナFCに1年間の期限付き移籍で加入した。
2022年8月25日、セリエBのヴェネツィアFCに3年契約で加入した。在籍3年目の2024-25シーズンにクラブはセリエAに昇格し、2024年8月25日に行われた第2節のACFフィオレンティーナ戦で先発に名を連ねてトップリーグにデビューした。
2025年2月3日、スペイン・プリメーラ・ディビシオンのレアル・バリャドリードにシーズン終了までの期限付き移籍で加入した。

### 代表
各ユース世代のイタリア代表歴を持ち、2017年にはU-17イタリア代表としてUEFA U-17欧州選手権2017に、2018年にはU-19イタリア代表としてUEFA U-19欧州選手権2018に、2019年にはU-20イタリア代表として2019 FIFA U-20ワールドカップに参加した。